# 京都大学土木会
京都大学土木会（きょうとだいがくどぼくかい、略称：京土会）は、大学院工学研究科土木系教室（専攻）および関連教室（専攻、学科）出身者、教員、元教員による創立110年以上の歴史を有する同窓会組織である。全国に17の支部が存在する。

## 沿革
1962年6月18日、会則を大幅に改正する。
1972年、規約の改正により学生会員の会費を無料とした。

## 活動
- 新入生歓迎行事の開催（4月）
- 本部の総会・役員会の開催（6月）
- 予餞会の開催（3月）
- 各支部の総会の開催（年1回）
- 京土会ホームカミングデイの開催（随時）
- 学生会員と正会員の交流会（年数回）
- 学生会員の活動支援（学生海外研修派遣（年2回）、技術士補受験料補助など）
- 会員名簿の発行（年1回）
- 京土会会報の刊行（総会報告、母校だより、支部だより、会員寄稿、最新技術・最新研究紹介など）（年1回）[2]

## 大阪市役所の学閥について
第18代大阪市長の平松邦夫は、大阪市役所に京土会の学閥があったと語っている。
「役所の計画調整局に関係する事業でも、建設局や港湾局に関係する事業でも、何でこんなものを造ったのかと思うものは、ほとんど京土会が造ってきたからだ。山ほど不要なものを造り、負の遺産として残っている。お金がいっぱいあったときは、埋めたら土地が売れた。こうした流れの中で、市役所内で実力者になってしまった方が何人かいた。土木系の副市長は歴代必ずいたが、私は建築系の人に変えた。流れを一度止めるためだ。」と述べている。
しかし、2025年現在でもなお土木技術職の副市長、危機管理監、建設局長、大阪都市計画局長、計画調整局長、都市整備局長、都市交通局長、といった最高幹部クラスのポストは京土会出身者で占められている。

## 関係する人物
- 藤井聡[4]